# USS PC-452
Le USS PC-452 est le deuxième chasseur de sous-marin expérimental de l'US Navy, prototype de la future classe PC-461.

## Histoire
Ce chasseur de sous-marin, sous le nom de Hull N° 167, est propulsé par un système de turbine à vapeur. Il est un peu plus long que le premier bâtiment expérimental USS PC-451.
En mai 1944 il est mis en service sous le nom de USS PC-452. Le 10 mars 1945, il est reclassé IX-211 et nommé Castine.

Il est mis hors service dès octobre 1945 et transféré pour démolition en 1947. Son destin ultime est inconnu.

### Note et référence
- (en) Cet article est partiellement ou en totalité issu de l’article de Wikipédia en anglais intitulé « USS Castine (IX-211) » (voir la liste des auteurs).